# Андреєв Юрій Вікторович
Ю́рій Вікторович Андре́єв (3 березня 1937, Ленінград — 17 лютого 1998, Санкт-Петербург) — радянський й російський історик-антикознавець, доктор історичних наук (1979), професор Санкт-Петербурського університету, автор понад сто наукових робіт з античності, в тому числі низки монографій.

## Біографія
Народився 3 березня 1937 року в Ленінграді. Батько його був старшим науковим співробітником в НДІ постійного току, мати — інженером, спеціалістом із зварювання. Інтереси батьків сприяли захопленню сина історією, музикою та мистецтвом, сформували любов до гуманітарних дисциплін.
У дитинстві Юрій Вікторович разом з матір'ю пережив одну блокадну зиму. Вони були евакуйовані в серпні 1942 році і повернулись в Ленінград в 1944 році.
У 1954 році Андреєв із золотою медаллю закінчив середню школу і поступив на історичний факультет Ленінградського університету, закінчив його в 1959 р.. В 1960—1963 рр. вчився в аспірантурі при згаданому університеті. Відтоді доля Юрія Вікторовича була тісно пов'язана з тим університетом. Де він захистив кандидатську (1967) і докторську (1979) дисертацію, став доцентом й професором (з 1981 р.) на кафедрі історії древньої Греції та Риму, одним із найбільших спеціалістів в області ранньої грецької історії та досвідченим педагогом.
У 1980-ті роки Андреєв увійшов в склад авторського колективу, який випустив тритомну «історію давнього світу». Ця книга витримала ряд видань і вважається одним із найкращих вітчизняних посібників з історії древності. У 1982 році через адміністративні проблеми пішов з Ленінградського університету у Ленінградське відділення (ЛВІА) Інституту археології АН СРСР, де був спочатку старшим науковим співробітником, а з 1986 р. і до кінця життя завідував Групою античної археології.
У лютому 1991 р. Вища атестаційна комісія надала йому звання «професора археології».

## Наукові інтереси
Історія Стародавня Греція від епохи ранньої бронзи (початок III тис. до н. е.) до класичної доби (до IV ст. до н. е.).
Тема кандидатської дисертації: «рос. Мужские союзы в дорийских городах-государствах (Спарта и Крит)».
Тема докторської дисертації: «рос. Гомеровское общество. Основные тенденции социально-экономического и политического развития Греции в XI—VIII вв. до н. э.».
Як причинне пояснення давньогрецької культури Андреєв вказував особливості географічного середовища.

## Праці
- Раннегреческий полис (гомеровский период). Л.: Изд-во ЛГУ, 1976. — 141 с.
- Андреев Ю. В., Кузищин В. И., Маринович Л. П., Кошеленко Г. А. История Древней Греции. — М.: Высшая школа, 1986. — 382 с. (переизд.: 1996, 2005)
- Островные поселения Эгейского мира в эпоху бронзы [Архівовано 7 квітня 2016 у Wayback Machine.]. — Л.: Наука, Ленингр. отд-ние, 1989. — 231 с.
- Поэзия мифа и проза истории. — Л.: Лениздат, 1990. — 223 с.
- Эгейский мир: природная среда и ритмы культурогенеза (Материалы к конф. «Древ. мир: проблемы экологии», 18—20 сент. 1995 г., Москва). — М., 1995. — 25 с.
- Цена свободы и гармонии: Несколько штрихов к портрету греческой цивилизации [Архівовано 3 листопада 2011 у Wayback Machine.]. — СПб.: Гос. Эрмитаж; Алетейя, 1998. — 431 с. (Серия «Античная библиотека»)
- От Евразии к Европе: Крит и Эгейский мир в эпоху бронзы и раннего железа (III — нач. I тысячелетия до н. э.). — СПб.: Дмитрий Буланин, 2002. — 864 с. — ISBN 5-86007-273-2.
- Раннегреческий полис (гомеровский период). 2-е изд., доп. — СПб.: Гуманитарная Академия, 2003. — 447 с.
- Мужские союзы в дорийских городах-государствах (Спарта и Крит). — М.: Алетейя, 2004. — 336 с. (Серия «Античная библиотека»)
- Гомеровское общество. Основные тенденции социально-экономического и политического развития Греции XI—VIII вв. до н. э. — СПб.: Нестор-История, 2004. — 496 с.
- Архаическая Спарта. Искусство и политика. — СПб.: Нестор-История, 2008. — 342 с.